# Lorenz Breunig

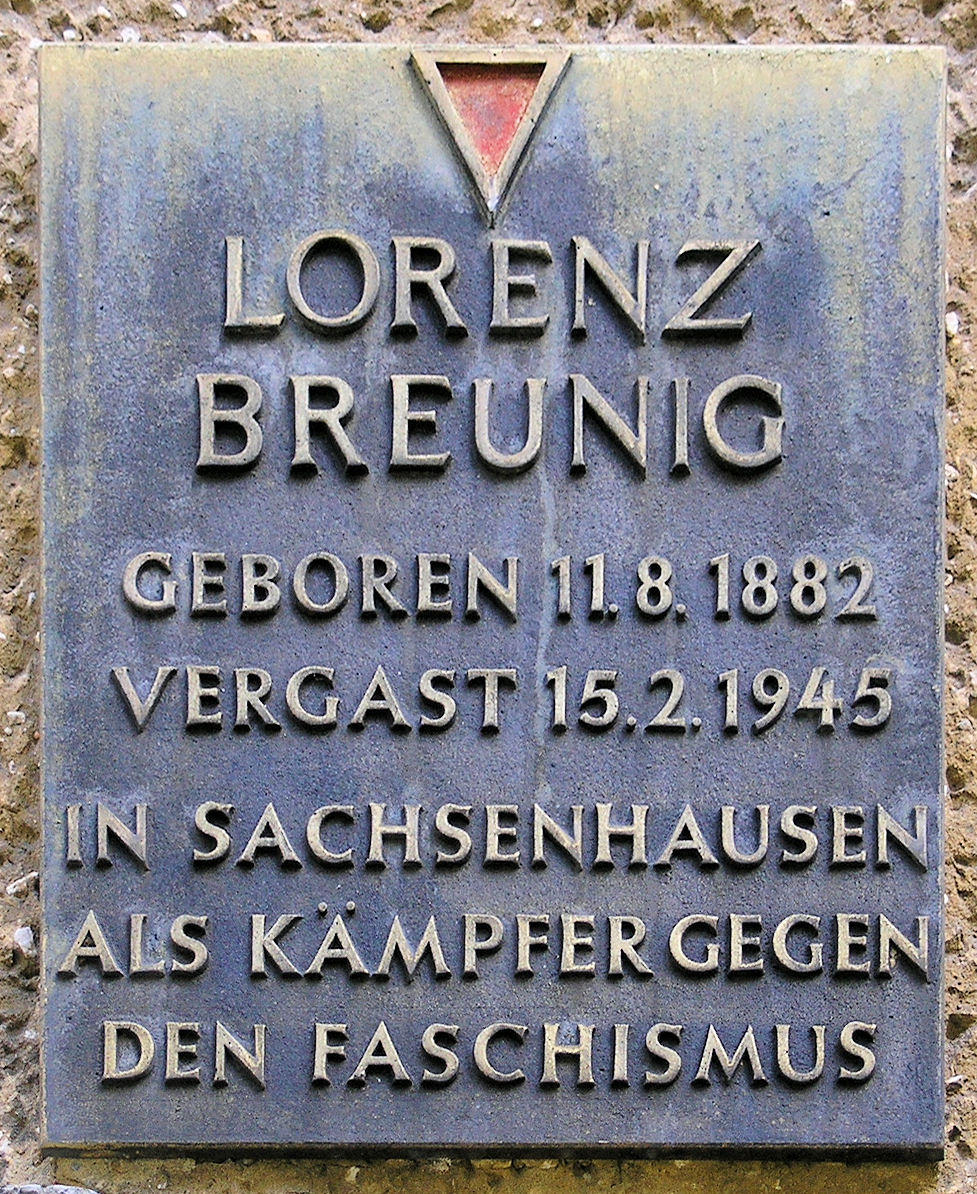
Gedenktafel am Haus Miltenberger Weg 9 in Berlin-Pankow

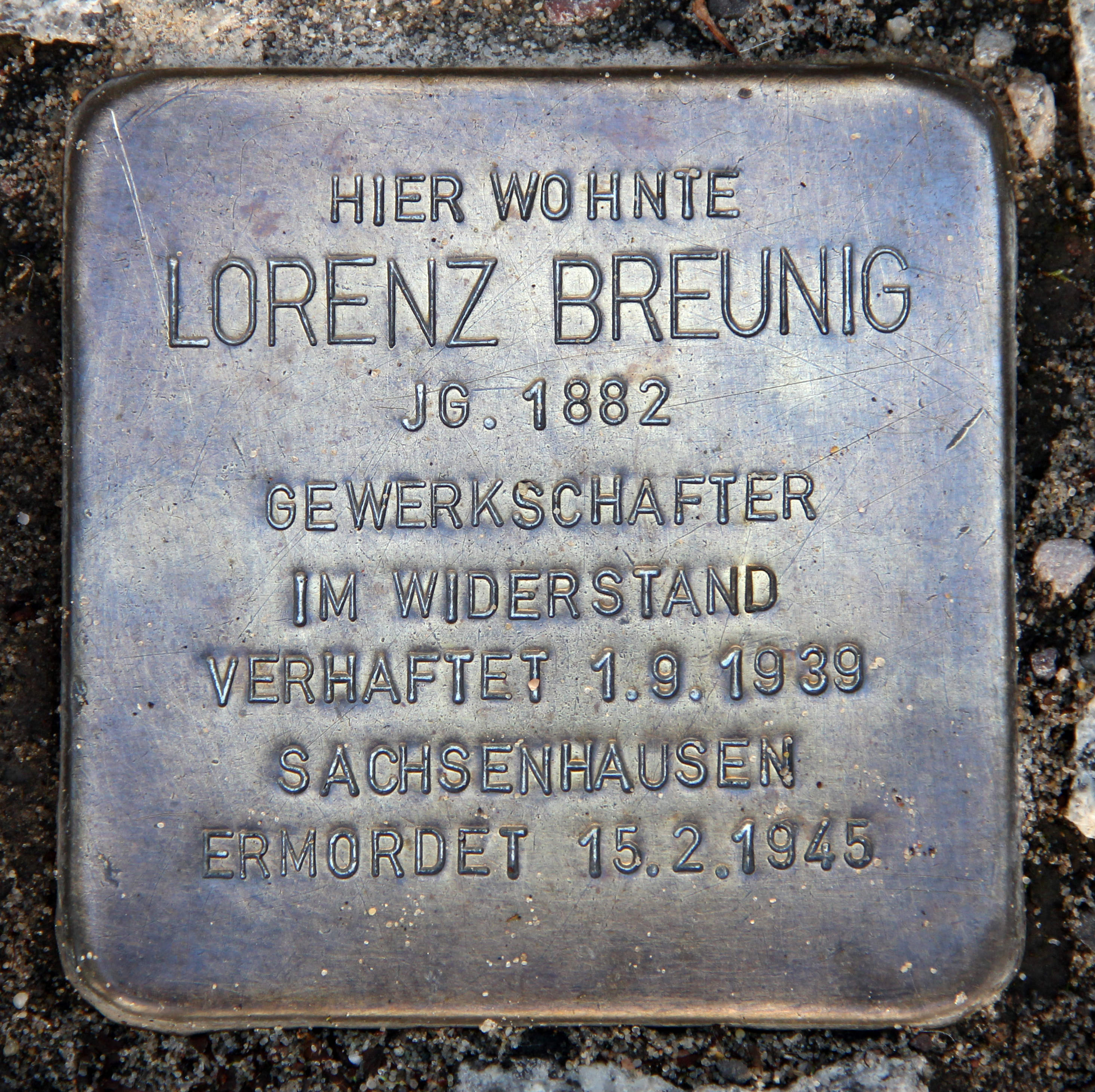
Stolperstein am Haus, Miltenberger Weg 9, in Berlin-Pankow

Lorenz Breunig (* 11. August 1882 in Weilbach; † 15. Februar 1945 im KZ Sachsenhausen) war ein deutscher Gewerkschafter und Mitglied des Reichstages für USPD bzw. SPD. Wegen seiner Tätigkeit und Widerstandes gegen den nach 1933 herrschenden Nationalsozialismus wurde er verfolgt, mehrfach verhaftet und schließlich ermordet.

## Leben
Breunigs Wurzeln erblickte 1882 im bayerischen Weilbach im Haus Nr. 73, in der jetzigen Brunnengasse – im örtlichen Sprachgebrauch „Rummelse-Gasse“ – als Sohn von Wendelin Breunig (1854–1924) und seiner Frau Maria, geborene Rippberger (1860–1900), das Licht der Welt.
Über seine Kindheit und Schulzeit ist so gut wie nichts bekannt, auch nichts über die Hintergründe des Umzugs der Familie ins badische Aglasterhausen. Nach der Schule absolvierte er von 1895 bis 1899 eine Lehre als Dreher übte den Beruf etwa bis 1917 sowohl in verschiedenen Gegenden Deutschlands, als auch in Österreich und der Schweiz aus. Unterbrochen wurde die Tätigkeit durch die Einberufung zum Militär während des Ersten Weltkriegs. 1905 heiratete Breunig die aus Mannheim stammende Anna Theresia Schmider. Sechs Kinder gingen aus der Ehe hervor, Tochter Franziska wurde 1909 in Weilbach geboren.
1917 kam Breunig als Angestellter zur preußischen Staatseisenbahn nach Frankfurt am Main. Dort knüpfte er vermutlich die ersten Kontakte zur Gewerkschaft. Er zog 1919 nach Berlin um und war dort als Sekretär im Hauptvorstand des Deutschen Eisenbahnverbandes tätig. Von 1920 bis 1924 gehörte er dem Reichstag an. Ursprünglich über die Liste der USPD gewählt, wechselte er 1922 zur SPD über. Nach dem Ausscheiden aus dem Parlament widmete er sich an exponierter Stelle ausschließlich der Gewerkschaftsarbeit.
Nach der nationalsozialistischen „Machtergreifung“ wurde er im Mai 1933 als Sekretär im Hauptvorstand des Deutschen Eisenbahnerverbands entlassen. Gegen Breunig, der dann als Gelegenheitsarbeiter eine Beschäftigung fand, wurde im September 1937 ein Ermittlungsverfahren wegen Vorbereitung zum Hochverrat eingeleitet. Zuvor war er in einer Widerstandsgruppe tätig gewesen, die unabhängig von der großen Eisenbahnerwiderstandsgruppe um Hans Jahn agierte. Einem Schreiben des Generalstaatsanwaltes beim Landgericht in Berlin zufolge traf sich Breunig mit anderen ehemaligen SPD-Mitgliedern privat, wobei „Moskauer Sender“ gehört und „Hetzschriften“ ausgetauscht würden. Breunig unterhielt Verbindungen zum Internationalen Transportarbeiterverband (ITF) in Brüssel; im Frühjahr 1939 wurde er bei der Rückreise von Brüssel in Aachen vorübergehend festgenommen und verhört.
Mit Ausbruch des Zweiten Weltkriegs wurde er am 1. September 1939 im Zuge der Kriegs-Sonderaktion zusammen mit 73 weiteren ehemaligen Gewerkschaftsfunktionären verhaftet und ins Konzentrationslager Sachsenhausen deportiert, in das er nach kurzen Zwischenaufenthalten in den Gefängnissen Plötzensee und Moabit wieder zurückkam. Wegen einer schweren Asthmaerkrankung war er lange im Krankenbau inhaftiert. Zusammen mit über 3900 anderen Häftlingen, darunter mehr als 700 aus dem Krankenbau, wurde Lorenz Breunig am 15. Februar 1945 im Industriehof des KZ Sachsenhausen vergast.

## Gedenken

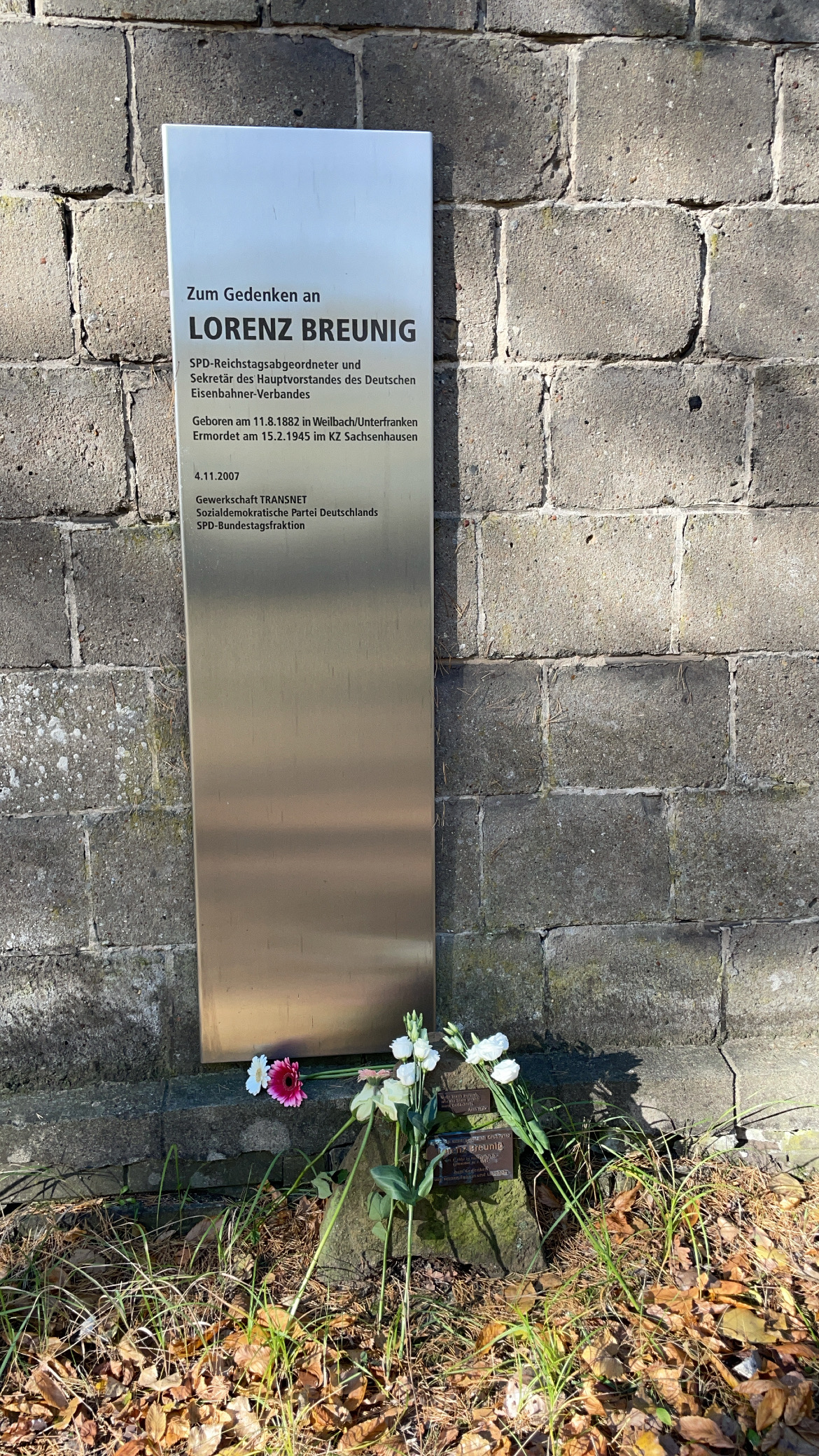
Gedenktafel in der Gedenkstätte und Museum Sachsenhausen

Seit 1992 erinnert in Berlin in der Nähe des Reichstags eine der 96 Gedenktafeln für von den Nationalsozialisten ermordete Reichstagsabgeordnete an Breunig. In Berlin-Pankow befindet sich eine weitere Gedenktafel an seinem letzten Wohnort im Miltenberger Weg. Am 4. November 2007 wurde in der Gedenkstätte Sachsenhausen eine Gedenktafel zur Erinnerung an Breunig enthüllt. Diese wurde von der damaligen Gewerkschaft Transnet sowie vom Parteivorstand und der Bundestagsfraktion der SPD eingeweiht.
Vor dem Haus im Miltenberger Weg erinnert seit dem 27. April 2012 auch ein von der Eisenbahn- und Verkehrsgewerkschaft initiierter Stolperstein an Breunig. Auch der SPD-Ortsverein Weilbach-Weckbach weihte am 11. Juni 2005 einen Gedenkstein für Lorenz Breunig ein. Zudem benannte die Marktgemeinde eine Straße nach ihm.